# Fontevraud-l'Abbaye
|  | Per a altres significats, vegeu «Fontevrault». |

Fontevraud-l'Abbaye és un municipi francès situat al departament de Maine i Loira i a la regió de País del Loira. L'any 2007 tenia 1.500 habitants.

## Demografia

### Població
El 2007 la població de fet de Fontevraud-l'Abbaye era de 1.500 persones. Hi havia 478 famílies de les quals 140 eren unipersonals (68 homes vivint sols i 72 dones vivint soles), 135 parelles sense fills, 159 parelles amb fills i 44 famílies monoparentals amb fills.
La població ha evolucionat segons el següent gràfic:
Habitants censats

### Habitatges
El 2007 hi havia 626 habitatges, 484 eren l'habitatge principal de la família, 62 eren segones residències i 80 estaven desocupats. 557 eren cases i 68 eren apartaments. Dels 484 habitatges principals, 281 estaven ocupats pels seus propietaris, 189 estaven llogats i ocupats pels llogaters i 14 estaven cedits a títol gratuït; 5 tenien una cambra, 37 en tenien dues, 84 en tenien tres, 151 en tenien quatre i 207 en tenien cinc o més. 353 habitatges disposaven pel capbaix d'una plaça de pàrquing. A 219 habitatges hi havia un automòbil i a 203 n'hi havia dos o més.

### Piràmide de població
La piràmide de població per edats i sexe el 2009 era:
| Homes | Edats   | Dones |
| ----- | ------- | ----- |
| 0     | 95 o +  | 12    |
| 0     | 90 a 94 | 28    |
| 16    | 85 a 89 | 8     |
| 8     | 80 a 84 | 16    |
| 8     | 75 a 79 | 52    |
| 12    | 70 a 74 | 20    |
| 28    | 65 a 69 | 28    |
| 20    | 60 a 64 | 36    |
| 40    | 55 a 59 | 12    |
| 12    | 50 a 54 | 36    |
| 40    | 45 a 49 | 20    |
| 36    | 40 a 44 | 52    |
| 40    | 35 a 39 | 52    |
| 52    | 30 a 34 | 32    |
| 52    | 25 a 29 | 64    |
| 40    | 20 a 24 | 32    |
| 32    | 15 a 19 | 24    |
| 40    | 10 a 14 | 32    |
| 24    | 5 a 9   | 36    |
| 40    | 0 a 4   | 40    |

## Economia
El 2007 la població en edat de treballar era de 1.016 persones, 814 eren actives i 202 eren inactives. De les 814 persones actives 737 estaven ocupades (510 homes i 227 dones) i 77 estaven aturades (34 homes i 43 dones). De les 202 persones inactives 67 estaven jubilades, 54 estaven estudiant i 81 estaven classificades com a «altres inactius».

### Ingressos
El 2009 a Fontevraud-l'Abbaye hi havia 487 unitats fiscals que integraven 1.163,5 persones, la mediana anual d'ingressos fiscals per persona era de 15.623 €.

### Activitats econòmiques
Dels 45 establiments que hi havia el 2007, 2 eren d'empreses alimentàries, 4 d'empreses de fabricació d'altres productes industrials, 5 d'empreses de construcció, 10 d'empreses de comerç i reparació d'automòbils, 3 d'empreses de transport, 7 d'empreses d'hostatgeria i restauració, 1 d'una empresa d'informació i comunicació, 1 d'una empresa financera, 2 d'empreses immobiliàries, 1 d'una empresa de serveis, 4 d'entitats de l'administració pública i 5 d'empreses classificades com a «altres activitats de serveis».
Dels 13 establiments de servei als particulars que hi havia el 2009, 1 era una gendarmeria, 1 oficina de correu, 1 taller de reparació d'automòbils i de material agrícola, 1 paleta, 1 guixaire pintor, 1 fusteria, 1 lampisteria, 1 perruqueria, 3 restaurants, 1 agència immobiliària i 1 saló de bellesa.
Dels 6 establiments comercials que hi havia el 2009, 1 era una botiga de menys de 120 m², 2 fleques, 1 una llibreria, 1 una botiga de mobles i 1 una floristeria.
L'any 2000 a Fontevraud-l'Abbaye hi havia 12 explotacions agrícoles que ocupaven un total de 336 hectàrees.

## Equipaments sanitaris i escolars
L'únic equipament sanitari que hi havia el 2009 era una farmàcia.
El 2009 hi havia 1 escola maternal i 1 escola elemental.

## Poblacions més properes
El següent diagrama mostra les poblacions més properes.